# Manuel Calero y Sierra
Manuel Calero y Sierra (Atoyac, 28 de diciembre de 1868-Veracruz, 19 de agosto de 1929) fue un escritor, abogado, diplomático y político mexicano. Se desempeñó como secretario de Relaciones Exteriores durante la presidencia de Francisco I. Madero de 1911 a 1912 y como embajador de México en Estados Unidos en 1912.

## Biografía
Manuel Calero y Sierra fue hijo de María Sierra y del abogado yucateco Bernardo Calero. 
Manuel Calero y Sierra estudió en la Escuela Nacional Preparatoria y en 1895 recibió el título de abogado por la Escuela Nacional de Jurisprudencia. 
Durante el gobierno de Porfirio Díaz, fue diputado federal en el Congreso de la Unión.

Como legislador colaboró en la edición de la ley de elecciones.

En 1900 suscribió escritos en el periódico Regeneración

Cuando el 3 de octubre de 1907 Elihu Root visitó la Cámara de Diputados de México Manuel Calero y Sierra fue Presidente de la Cámara de Diputados de México

Además se dedica a su profesión de abogado. En 1902 Florence Blythe Moore contrató Manuel Calero y Sierra como abogado, para defender su caso.

Manuel Calero y Sierra fue miembro del 'Club Democrático', que más tarde se convirtió en el 'Club Organizador del Partido Democrático' y en enero de 1909 Rafael Zubaran Capmany (* 1875 en Campeche) fundó el Partido Democrático. El 22 de enero de 1909 se citó a una junta general, que se celebró en el teatro "Hidalgo" de la Ciudad de México, con el fin de nombrar la mesa directiva definitiva del partido, la que quedó instalada en la siguiente forma: Presidente: Benito Juárez Maza; Vicepresidentes: Manuel Calero y Sierra y José Peón del Valle (*en Orizaba, Ver., el 28 de octubre de 1866-en Nueva York en 1924); Secretarios: Jesús Urueta (*ciudad de Chihuahua), El 27 de mayo de 1909 Porfirio Díaz nombró Manuel Calero y Sierra como subsecretario de Fomento.
Fue Secretario de Relaciones Exteriores en el transcurso del gobierno de Francisco I. Madero.

Se desempeñó como Secretario de Fomento e Industria del 25 de mayo al 12 de julio de 1911, con el Gobierno del Lic. Francisco León de la Barra, participando en la iniciativa para la creación del Departamento del Trabajo, el cual terminó siendo creado en diciembre siguiente, pero ya bajo el Gobierno de Francisco I. Madero. 
Fue encargado de negocios del Gobierno de Francisco I. Madero con objeto de obtener el reconocimiento de Estados Unidos de América. 
De su cargo como Embajador de México en los Estados Unidos de América, renunció en desacuerdo con la política del gobierno de Victoriano Huerta.
En julio de 1913 Huerta disolvió la Cámara de Diputados y ordenó la aprehensión de cerca de 80 de sus miembros con el pretexto de que atropellaban e invadían las esferas de los poderes ejecutivos y judicial. Además, asumió facultades extraordinarias en los ramas de Gobernación, Guerra y Hacienda, y anunció que el 26 de octubre convocaría elecciones, estas medidas llevaron a que el Lic. Calero disintiera con Huerta.
En octubre de 1913 fue candidato del Partido Liberal Mexicano "Liberal Independiente" de Jesús Flores Magón para la presidencia de la república de México.

## Obras
- La nueva democracia: Ensayo político. Ignacio Escalante (ed.). México. 1901[12]
- El problema actual. La vicepresidencia de la República. Tipografía Económica. México. 1903.
- Cuestiones electorales. Ensayo político por Manuel Calero, diputado al Congreso de la Unión. Imprenta de Ignacio Escalante. México. 1908.
- Manifiesto y programa del Partido Democrático. 20 de enero de 1909.
- La política mejicana del presidente Woodrow Wilson según la ve el mejicano. Madrid. 1916.
- Un decenio de política mexicana. Nueva York. 1920.
- Bibliografía publicada por Manuel Calero véase:[13]